# Overkill-turnék listája
Az Overkill amerikai thrash metal együttes 1985 óta minden egyes albumát lemezbemutató turné kíséri. A listában az egyes turnék időpontja, helyszíne, és a turnépartnerek felsorolása szerepel.

## Turnék
Feel The Fire Tour (1985-1986)
- 1985 – Egyesült Államok (w/ Megadeth)
- 1986 – Európa: The Metal Hammer Roadshow (w/ Anthrax, Agent Steel)
- 1986 – Egyesült Államok (w/ Slayer)

Taking Over Tour (1987)
- 1987 – Európa (w/ Helloween)
- 1987 – Egyesült Államok (w/ helyenként Megadeth)

Under the Influence Tour (1988-1989)
- 1988 – Egyesült Államok (w/ Slayer, Motörhead)
- 1989 – Európa (w/ Slayer)

The Years of Decay Tour (1989-1990)
- 1989. november-december – Egyesült Államok (w/ Dark Angel, Wolfsbane)
- 1990. január – Egyesült Államok
- 1990. február – Európa (w/ Mordred)
- 1990. március-április – Egyesült Államok (w/ helyenként Dark Angel)
- 1990. május – Japán
- 1990. június – Egyesült Államok

Horrorscope (1991)
- 1991 – Egyesült Államok (w/ Anacrusis)[1]

World of Hurt Tour (1993)
- 1993 – Európa, Egyesült Államok (w/ Savatage, Non-Fiction)[2][3]

W.F.O. Tour (1994)
- 1994 – Európa (w/ Jag Panzer)[4]

The Killing Kind Tour (1996)
- 1996. február – Európa (w/ Accusser, Megora)
- 1996. november – Európa (w/ Anvil, Stahlhammer)

From the Underground and Below Tour (1998)
- 1998 –  Európa (w/ Nevermore, Angel Dust, Nocturnal Rites)

Necroshine Tour (1999-2000)
- 1999. március-április – Egyesült Államok[5]
- 1999. szeptember-október – Egyesült Államok[6]
- 2000 – Európa (w/ Annihilator, Dew-Scented)[7][8]

Bloodletting Tour (2000-2002)
- 2000 – Európa (w/ Halford)
- 2001. október-november – Egyesült Államok ELMARADT (w/ Nevermore, Scar Culture)[9][10][11]
- 2002. június – Európa (w/ Blaze)[12]

Killbox 13 (2003)
- 2003. július – Európai fesztivál-turné[13]

TourBox 13 (2003)
- 2003. szeptember – Egyesült Államok[14]
- 2003. november – Európa (w/ Seven Witches, After All)[15][16]

Thrash Domination Tour '04 (2004)
- 2004. szeptember – Japán (w/ Death Angel, Testament, Flotsam and Jetsam)[17][18]

ReliXIV Tour (2005-2006)
- 2005. április – Egyesült Államok[19]
- 2005. május, július-augusztus – Európa[19]
- 2005. szeptember – Egyesült Államok[20]
- 2006. február – Egyesült Államok (w/ Prong)[21]

Gigantour 2006
- 2006. szeptember-október – Egyesült Államok (w/ Megadeth, Lamb of God, Into Eternity, Arch Enemy, Opeth)[22][23]

ReliXIV Tour (2007)
- 2007. január – Egyesült Államok[24][25]

Immortalis Tour (2007-2008)
- 2007. október – Egyesült Államok (w/ The Agonist)[26][27]
- 2007. november-december – Európa (w/ Motörhead)[28]
- 2008. március – Európa (w/ Mortal Sin, Drone)[29][30]
- 2008. szeptember-október – Egyesült Államok (w/ Toxic Holocaust, Warbringer)[31]

Killfest Tour 2009
- 2009. február-március – Európa (w/ Exodus, Gama Bomb, Torture Squad),[32] eredetileg a Metal Church lett volna[33]

Killfest Tour 2010
- 2010. február – Európa (w/ Savage Messiah, Suicidal Angels)[34][35]
- 2010. március – Dél-Amerika[36]
- 2010. április – Egyesült Államok (w/ Vader, Evile, God Dethroned, Warbringer)[37]

25th Anniversary World Tour (2010)
- 2010. szeptember – Japán (w/ Exodus)[38]
- 2010. szeptember – Ausztrália (w/ Mortal Sin)[39]

Killfest Tour 2010
- 2010. november – Egyesült Államok (w/ Forbidden, Evile, Gama Bomb, Bonded By Blood)[40]

Killfest Tour 2011
- 2011. március – Európa (w/ Destruction, Heathen, After All)[41]
- 2011. november – Dél-Amerika

The Electric Age Tour (2012)
- 2012. április-május – Egyesült Államok (w/ God Forbid, Diamond Plate, Suidakra)[42]

Killfest Tour 2012
- 2012. október – Európa (w/ 3 Inches of Blood, Purified in Blood)[43]

Dark Roots of Thrash Tour (2013)
- 2013. január-február – Egyesült Államok (w/ Testament, Flotsam and Jetsam)[44]

The Electric Age Tour (2013)
- 2013 – Európa

Legends of Thrash Tour (2013)
- 2013. október-november – Egyesült Államok (w/ Kreator, Warbringer)

White Devil Armory Tour (2014-2016)
- 2014. szeptember – Egyesült Államok
- 2014. október-november – Európa (w/ Prong, Enforcer, Darkology)[45]
- 2015. március – Európa (w/ Sanctuary)
- 2015. szeptember-október – Egyesült Államok (w/ Symphony X)[46]
- 2016. április – Európa[47]

The Grinding Wheel Tour (2016-2017)
- 2016. november – Európa (w/ Crowbar, Shredhead, Desecrator)[48]
- 2017. február-március – Egyesült Államok (w/ Nile)[49]

Metal Alliance Tour (2017)
- 2017. szeptember – Egyesült Államok (w/ Crowbar, Havok, Black Fast, Invidia)[50]

MTV Headbangers' Ball Tour (2017)
- 2017. november-december – Európa (w/ Max + Igor Cavalera, Insomnium, Deserted Fear)[51]

Australian Tour (2018)
- 2018. február-március – Ausztrália[52]

Killfest Tour (2019)
- 2019. március - Európa (w/ Destruction, Flotsam and Jetsam, Meshiaak)[53]

Wings Over the USA (2019-2020)
- 2019. április-május - Egyesült Államok (w/ Death Angel, Act of Defiance)[54]
- 2020. február-március - Egyesült Államok (w/ Exhorder, Hydraform)[55]

Scorched the Earth World Tour (2023-2024)
- 2023. július - Egyesült Államok (w/ Heathen, Exhorder)[56]
- 2024. április - Latin Amerika[57]
- 2024. augusztus-szeptember - Európa (w/ Angelus Apatrida, One Machine)[58]
- 2024. október-december - Egyesült Államok (w/ King Diamond)[59]

## Magyarországi koncertek
- 1998. június 11. Budapest, E-Klub
- 2001. augusztus 6. Budapest, Sziget-fesztivál
- 2011. március 11. Budapest, Petőfi Csarnok
- 2013. július 28. Balatonszemes, Rock Beach Fesztivál
- 2015. március 13. Budapest, Club 202
- 2016. november 17. Budapest, Barba Negra
- 2018. július 10. Dunaújváros, Rockmaraton Fesztivál
- 2019. március 11. Budapest, Barba Negra
- 2024. szeptember 10. Budapest, Barba Negra